# To YOU (Soweluの曲)
「to YOU」（トゥー・ユー）は、2006年2月1日に発売されたSowelu12枚目のシングル。

## 収録曲
1. to YOU
フジテレビP&Gパンテーンドラマスペシャル『トゥルーラブ』主題歌
2. Finally
読売テレビ・日本テレビ系アニメ『エンジェル・ハート』オープニングテーマ
3. to YOU (Instrumental)
4. Finally (Instrumental)

## 収録アルバム
| 曲名   | アルバム                      | 発売日        |
| ------ | ----------------------------- | ------------- |
| to YOU | 『24 -twenty four-』          | 2006年7月12日 |
| to YOU | 『Sowelu THE BEST 2002-2009』 | 2009年3月18日 |

## 品番
- DFCL-1231